# Godhedsmagt
Begrebet godhedsmagt beskriver hvordan gode intentioner og ønsket om at hjælpe kan udøve en subtil form for magt. Det er en form for magt, der skjules under et slør af velvilje, men som alligevel kan have dybe konsekvenser for dem, den rettes imod. Godhedsmagt kan opstå i kontekster, hvor handlinger, der søger at beskytte eller støtte, samtidig fratager individet autonomi, forstærker afhængighed eller ændrer relationer mellem mennesker på måder, der ikke altid er positive.
Selve ordet godhedsmagt er egentlig af ældre dato, og indgik tidligere i formuleringen "den himmelske Godhedsmagt", som især blev kendt fra Grundtvigs sang fra 1850 "Danmark om hundrede Aar", men denne måde at bruge ordet på er så godt som forsvundet fra dansk sprogbrug.
Begrebet bruges første gang i 2012 af de to norske forskere Mari Pettersvold og Solveig Østrem hvor "godhedsmakt" (på engelsk ofte oversat til "the power of goodness" og på dansk "godhedsmagt") af dem bruges til at beskrive, hvordan normer og idealer omkring "det gode" eller "det rigtige" bruges som en form for magtudøvelse. Det refererer til, hvordan velmenende intentioner om at hjælpe eller støtte børn – ofte gennem pædagogiske og sociale institutioner – samtidig kan fungere som en måde at kontrollere eller styre dem på. I konteksten af børneopdragelse og pædagogik peger godhedsmagt på de skjulte magtstrukturer i praksisser, der præsenteres som nødvendige eller gavnlige, men som i virkeligheden kan begrænse barnets frihed eller påtvinge bestemte adfærdsmønstre og værdier. Forfatterne problematiserer, hvordan denne "magt af godhed" kan føre til, at børn kategoriseres og vurderes ud fra standarder, der måske ikke altid er neutrale eller universelle.
I dansk sammenhæng brugte Hans Bonde, dr. phil. i historie fra Københavns Universitet, begrebet godhedsmagt i sin bog fra 2013, Fordi du fortjener det - fra feminisme til favorisme, hvor han bruger begrebet som en del af en beskrivelse af, hvordan godhedsmagt for kvinder kan bruges til at favorisere kvindelige ansøgere til bestemte stillinger eller til at opnå andre former for privilegier.
Nyere forståelse af godhedsmagt stammer fra forskning i sorggrupper for børn. I disse grupper ses det ofte, hvordan intentioner om at skabe fællesskab og støtte kan have utilsigtede konsekvenser, for eksempel ved at forstærke børn og unges følelse af forskellighed eller afhængighed af hjælp fra voksne. Forskning har også vist, at velmenende interventioner kan påføre børn en bestemt forståelse af deres sorg, der ikke nødvendigvis stemmer overens med deres egne følelser.
At forstå og håndtere godhedsmagt kræver derfor en kritisk refleksion over, hvordan gode intentioner omsættes til praksis, og hvilke utilsigtede konsekvenser de kan medføre.